# Берендорф (Нордфрисланд)
Берендорф (њем. Behrendorf) општина је у њемачкој савезној држави Шлезвиг-Холштајн. Једно је од 132 општинска средишта округа Нордфризланд. Према процјени из 2010. у општини је живјело 604 становника. Посједује регионалну шифру (AGS) 1054011.

## Географски и демографски подаци
Берендорф се налази у савезној држави Шлезвиг-Холштајн у округу Нордфризланд. Општина се налази на надморској висини од 19 метара. Површина општине износи 15,3 km². У самом мјесту је, према процјени из 2010. године, живјело 604 становника. Просјечна густина становништва износи 40 становника/km².